# كمين الشجاعية
كمين الشجاعية هو كمين محكم نفذه عناصر من كتائب الشهيد عز الدين القسام التابعة لحماس في 12 ديسمبر 2023، خلال الاجتياح البري الإسرائيلي لغزة. وقع الكمين في حي الشجاعية وأسفر عن مقتل 9 ضباط وجنود إسرائيليين أغلبهم من لواء جولاني بالإضافة إلى مقتل جندي عاشر في نفس اليوم وهي أعلى حصيلة لخسائر الجيش الإسرائيلي في يوم واحد منذ مقتل 15 جندي في 31 أكتوبر 2023. ولغاية وقوع عملية المغازي في 22 يناير 2024. سبق وأن وقعت القوات الإسرائيلية في كمين مماثل في الشجاعية خلال حرب غزة 2014 أسفر عن مقتل 14 جندياً وأسر الجندي شاؤول آرون.

## الكمين
وقع الكمين في الساعة 4:30 بعد ظهر يوم 12 ديسمبر، بينما كانت قوة إسرائيلية تابعة للكتيبة 53 في لواء جولاني تقوم بتمشيط مُجمع من ثلاث مبانٍ شمال غرب الشجاعية. تألفت القوة الإسرائيلية من أربع جنود هم قائد السرية الرائد موشيه أبراهام بار أون وقائد الفصيلة النقيب ليل حايو والرقيب عيران ألوني، والرقيب أخيا دسكال وعندما دخلوا أحد هذه المباني تعرضوا لانفجار عبوة ناسفة زرعها مقاتلو القسام تبعها إطلاق نار كثيف وأُلقي عليهم قنابل يدوية مما أسفر عن إصابتهم جميعاً.
في هذه الأثناء تعرضت القوات الإسرائيلية خارج المبنى لإطلاق نار كثيف وانقطع الاتصال بينها وبين الجنود الأربعة داخل المبنى. خشى الجيش الإسرائيلي من اختطاف الجنود عبر الأنفاق بعد انقطاع الاتصال بهم، فأرسل لواء جولاني أغلب قادته الكبار في القطاعات المجاورة إلى موقع الاشتباك مع الدفع بتعزيزات لمحاصرة المجمع من كل جهة. حيث حاصر المقدم تومر غرينبرغ المجمع من الشمال. في حين سحبت الكتيبة 53 جنودها المصابين واستمرت الاشتباكات لساعتين ونصف.
في هذه الأثناء، وصلت وحدة الإنقاذ التكتيكية الخاصة (669) إلى المجمع وحاولت كسر الباب، لكن المقاومة تمكنت من إصابة جنديين بجروح في كمين آخر في المباني القريبة وأضرمت النار في منطقة مدخل المجمع بالكامل عبر تفجير ثلاث عبوات ناسفة، فأصيب أيضاً الرائد بن شيلي والعقيد روم هيشت.
أرسل العميد يائير بالاي قائد لواء جولاني، العقيد إسحاق بن باشات قائد كتيبة جولاني للاستطلاع ومعه نائب قائد اللواء، إلى موقع الكمين لتولي زمام المعركة وتنظيم القتال. كانت القوات الإسرائيلية تسعى للوصول بسرعة إلى موقع الجنود الأربعة ومنع اختطافهم وهروب مقاتلو القسام أو وصول تعزيزات إضافية إليهم، بجانب إنقاذ الجرحى أمام المجمع وفي نفس الوقت خشيت من تعرضها لخطر النيران الصديقة مع تزايد قدومها من عدة اتجاهات.
عندما وصلت كتيبة جولاني بقيادة بن باشات لإنقاذ المصابين من الوحدة 669، تعرض أفرادها لإطلاق نار كثيف من عدة جهات وقُتل خلال ذلك العقيد بن باشات نفسه، في حين تمكن جنود الكتيبة من إنقاذ المصابين ودخول المبنى وانتشال جثث الجنود الأربعة جنود، والذين تبين أنهم قتلوا ولم يُختطفوا. وفي نفس الوقت خاضت قوة إسرائيلية أخرى من الكتيبة 13 في لواء جولاني، كانت تتمركز على مبنى مجاور يطل على المنطقة، اشتباكاً ضارياً مع مقاتلين من القسام كانوا في مبان أخرى بالمجمع ذاته، وأطلق مقاتلوا القسام قذيفة من مبنى مجاور، مما تسبب بانهيار المبنى الذي تتمركز فيه قوات الكتيبة 13، وقُتل في هذا الاشتباك قائد الكتيبة تومر غرينبيرغ مع قائد فرقته الرائد روعي ملداس. وفي النهاية، استنجد الجنود الإسرائيليون بالدعم الجوي والمدفعي لمنع اقتراب المسلحين الفلسطينيين وليتمكنوا من نقل القتلى والمصابين.

## الخسائر
قُتل سبعة جنود من لواء جولاني هم:
- العقيد (احتياط) إسحاق بن باشات، 44 عاماً، من سدى ياكوف [الإنجليزية]، قائد كتيبة جولاني للاستطلاع.
- المقدم تومر غرينبرغ، 35 عاماً، من ألموغ، قائد الكتيبة 13.[11]
- الرائد روعى ملداس، 23 عاماً، من العفولة.
- الرائد موشيه أبراهام بار أون، 23 عاماً، من رعنانا.
- الرقيب أخيا دسكال، 19 عاماً، من حيفا.
- النقيب ليل حايو، 22 عاماً، من شوهام.
- الرقيب عيران ألوني، 19 عاماً، من أوفاكيم.[12]

وقُتل جُنديين من الوحدة 669:
- الرائد بن حيلي، 26 عاماً، من قِدرون [الإنجليزية]، قائد فرقة في الوحدة 669.[12]
- رقيب أول روم هيخت، 20 عاماً، من جفعاتايم.[13]

هذا إلى جانب إصابة عدد آخر وقد دُفن قتلى لواء جولاني في المقبرة العسكرية في كفار طابور. تُشير أغلب وسائل الإعلام إلى مقتل 10 جنود في الكمين، لكن هذا الرقم هو الحصيلة النهائية لقتلى الجيش الإسرائيلي في اشتباكات هذا اليوم.